# Jean-Claude Gerard
Jean-Claude Gerard, né le 26 décembre 1951 à Maurupt-le-Montois (Marne) et mort le 27 février 2002 à Chaumont, est un joueur de football français. Il évolue au poste d'attaquant.

## Biographie
Il joue à l'Entente Chaumont Athlétic des Cheminots de 1975 à 1978 en dans le championnat de Division 2. Après une saison 1977-1978, où il inscrit 14 buts en 32 matchs, Jean-Claude Gerard rejoint le Stade de Reims avec lequel il dispute en 1978-1979 27 matchs de Division 1 pour 5 buts marqués. À l'issue de cette saison, il retourne à l'ECA Chaumont,.